# Coast to Coast (Steve Morse Band)
Coast to Coast è il quarto album della Steve Morse Band, pubblicato nel 1992.

## Antefatti
Nello stesso anno Steve Morse aveva abbandonato i Kansas, gruppo che lo aveva reso celebre; dopo la rottura, Morse decise di fondare un progetto solista, una band che potesse supportare il suo percorso musicale, con musicisti in grado di scrivere dei brani. Fu così che reclutò Dave LaRue, già suo compagno nei Dixie Dregs, e Van Romaine, batterista appena uscito dai Blood, Sweet and Tears. Insieme, questo nuovo power trio formato da tre grandi virtuosi del loro strumento, diede alle stampe l'album Coast To Coast; per il chitarrista statunitense fu l'inizio di una nuova fase della carriera.

## Tracce
Musiche di Steve Morse, Dave Larue, Van Romaine.
1. User Friendly – 3:53
2. Collateral Damage – 3:49
3. Get It In Writing – 5:04
4. Morning Rush Hour – 3:39
5. Runaway Train – 4:07
6. Long Lost – 3:56
7. The Oz – 3:22
8. Over Easy – 4:06
9. Cabin Fever – 4:01
10. Flat Baroque – 4:38

## Formazione
- Steve Morse – chitarra
- Dave LaRue – basso
- Van Romaine – batteria